# Cannondale (Connecticut)
Cannondale – jednostka osadnicza w Stanach Zjednoczonych, w stanie Connecticut, w hrabstwie Fairfield.